# Cercle de Belgrade
Le Cercle de Belgrade (Beogradski Krug) est une ONG indépendante composée d'intellectuels (philosophes, sociologues, historiens, etc.) défenseurs des Droits de l'homme, opposés au nationalisme et à la politique de Slobodan Milošević, fondée en 1991.
Le Cercle de Belgrade a publié la revue Republika, organisé des colloques, réunions et prises de positions publiques, édité des ouvrages collectifs dont L'autre Serbie. Certains de ses membres ont dû s'exiler et ont obtenu l'asile politique à l'étranger.

## Quelques membres
- Ivan Čolović, ethnologue, écrivain et professeur de littérature serbe né en 1938 et décoré de la Légion d'honneur par Jacques Chirac en 2001.
- Bogdan Bogdanović, architecte et ancien maire de Belgrade.
- Vidosav Stevanović, écrivain.
- Obrad Savić, philosophe.